# SPARQL
SPARQL es un acrónimo recursivo del inglés SPARQL Protocol and RDF Query Language. Se trata de un lenguaje estandarizado para la consulta de grafos RDF, normalizado por el RDF Data Access Working Group (DAWG) del World Wide Web Consortium (W3C). Es una tecnología clave en el desarrollo de la web semántica que se constituyó como recomendación oficial del W3C el 15 de enero de 2008, siendo actualizado a la versión 1.1 en 2013.
Al igual que sucede con SQL, es necesario distinguir entre el lenguaje de consulta y el motor para el almacenamiento y recuperación de los datos. Por este motivo, existen múltiples implementaciones de SPARQL, generalmente ligados a entornos de desarrollo y plataforma tecnológicas.
En un principio SPARQL únicamente incorpora funciones para la recuperación sentencias RDF. Sin embargo, algunas propuestas también incluyen operaciones para el mantenimiento (creación, modificación y borrado) de datos.

## Ejemplo 1
Por ejemplo, si queremos obtener un listado de nombres de libros podemos ejecutar la siguiente consulta:
```
PREFIX
  
dc
:
 
<http://purl.org/dc/elements/1.1/>

SELECT
  
?title

WHERE
   
{
 
<http://ejemplo.org/libros>
 
dc
:
title
 
?title
 
}

```

## Ejemplo 2
SPARQL permite el acceso a información disponible en la web a través de diversas plataformas como es el caso de DBpedia que provee de acceso a toda la información de Wikipedia.
En el ejemplo de abajo podemos ver cómo llevar a cabo una consulta que nos muestre un listado de músicos españoles junto con su nombre, su fecha de nacimiento y de fallecimiento.
```
 
PREFIX
 
dcterms
:
 
<http://purl.org/dc/terms/>

 
PREFIX
 
rdfs
:
 
<http://www.w3.org/2000/01/rdf-schema#>

 
PREFIX
 
dbp
:
 
<http://dbpedia.org/ontology/>

 
SELECT
 
?musico
 
?nombreMusico
 
?fechaNacimiento
 
?fechaFallecimiento

 
WHERE
 
{

     
?musico
 
dcterms
:
subject

     
<http://dbpedia.org/resource/Category:Spanish_musicians>
;

     
rdfs
:
label
 
?nombreMusico
 
;

     
dbp
:
birthDate
 
?fechaNacimiento
 
;

     
dbp
:
deathDate
 
?fechaFallecimiento
 
.

 
FILTER
 
(
LANG
(
?nombreMusico
)
 
=
 
"es"
)

 
}

```

## Ejemplo 3
En el ejemplo2 hemos visto el uso de FILTER que nos permite eliminar resultados de nuestra búsqueda. FILTER admite tipos de datos de tipo Bool, Int, Float, dataTime, etc. y frecuentemente usa operadores del tipo >, <, >=, <=, =, !=, ||, &&:
```
 
PREFIX
 
ex
:
 
<http://example.org#>

 
 
SELECT
 
?nom
 
?ed

 
WHERE
{

       
?x
 
ex
:
nombre
 
?nom
 
.

       
?x
 
ex
:
edad
 
?ed

 
FILTER
 
(
?ed
<
40
 
||
 
?ed
 
>
18
)

 
}

```

## Conversión y creación de tipos de datos
str(arg)conversión a una cadena de caracteres. Por ejemplo las url que utilicemos deben ser convertidas a una cadena de caracteres para poder ser tratadas como tales.
lang(arg)nos devuelve el idioma del argumento que se le pasa ("en", "es", "fr", etc.).
datatype(arg)tipo de datos (integer, float, etc.).
uri(arg), iri(arg) conversión del argumento en un dato tipo URI/IRI
bnode(arg)nodo anónimo
strdt (literal, tipo)genera literal con un tipo de datos.
```
strdt("1234", "xsd:integer")="1234"^^<xsd:integer>
```

strlang(literal, tipo)genera literal con un idioma dado.
```
strlang("Universidad", "es")="Universidad"@"es"
```

## Funciones de comprobación de tipos de dato
- isNumeric(arg) = true si es un número.
- isBlank(arg)= true si es un nodo anónimo.
- isLiteral(arg) = true si es un literal.
- isIRI(arg) = true si es una IRI.

## Funciones condicionales
- bound(arg) = true si tiene un valor.
- exists(patrón) = true si cumple un patrón.
- not exists(patrón) = true si no se cumple el patrón.
- if(cond, expr1, expr2) = si se cumple la condición devuelve expr1, si no, devuelve expr2.
- coalesce (expresion1, expresion2, ...) = devuelve la primera expresión que se evalúa sin error.

## Modificadores de las consultas
ORDER BYLos ordena sobre la base de algún criterio.
DISTINCTSoluciones únicas.
REDUCEDElimina algunos, todos o ningún duplicado.
LIMITRestricción del número de resultados.
OFFSETControl del punto de inicio de las soluciones en la secuencia global de soluciones.
```
 
PREFIX
 
foaf
:
 
<http://xmlns.com/foaf/0.1/>

 
SELECT
 
DISTINCT
?name

 
WHERE
 
f
 
?x
 
foaf
:
name
 
?name
.
g

 
ORDER BY
 
?name

 
LIMIT
 
3

 
OFFSET
 
1

```

## Interfaces públicas SPARQL (DBpedia)
Usando DBpedia podemos crear metadatos RDF y URIs. DBpedia transforma en RDF tripletas (Sujeto, Predicado, Objeto) que han sido introducidas en Wikipedia. La creación de una página en Wikipedia provoca, por tanto, la creación de información RDF en DBpedia. Es decir, cuando se crea un contenido en Wikipedia, se crea a su vez una entrada en DBpedia. A través de la interfaz pública Virtuoso SPARQL Query Editor podemos llevar a cabo consultas en la base de datos de DBpedia. Las consultas SPARQL serán traducidas a SQL de forma transparente al usuario. Ejemplos de consultas.